# Troszyn
Troszyn è un comune rurale polacco del distretto di Ostrołęka, nel voivodato della Masovia.
Ricopre una superficie di 156,31 km² e nel 2004 contava 4 895 abitanti.